# Hadena pyrosoma
Hadena pyrosoma là một loài bướm đêm trong họ Noctuidae.